# Fédération biélorusse de basket-ball
La Fédération biélorusse de basket-ball ou BBF, (biélorusse : Беларуская федэрацыя баскетбола) est une association, fondée en 1992, chargée d'organiser, de diriger et de développer le basket-ball en Biélorussie.
La BBF représente le basket-ball auprès des pouvoirs publics ainsi qu'auprès des organismes sportifs nationaux et internationaux et, à ce titre, la Biélorussie dans les compétitions internationales. Elle défend également les intérêts moraux et matériels du basket-ball biélorusse. Elle est affiliée à la FIBA depuis 1992, ainsi qu'à la FIBA Europe.
La BBF organise également le championnat national.